# Cotoliu
El cotoliu, anomenat també cogullada petita, llausetina, pitoliu o pitorliu (Lullula arborea) és un moixó de camp, molt similar a l'alosa vulgar, però amb la cua més curta i de dimensions més reduïdes. És l'única espècie del gènere Lullula Kaup, 1829.
Mesura 15 cm de llargària. Té el plomatge bru amb unes ratlles blanques a la cara i al clatell. És d'un color terrós, ratllat de negre, i té una petita cresta.
És un ocell essencialment terrícola que habita sedentàriament a la vora dels boscos, als vessants on hi ha arbres i a les brugueres. Prefereix terrenys herbacis amb arbres dispersos, per situar el seu niu folrat d'herba i molsa. Els arbres no li desplauen i hi entona el seu cant, al revés del que fan els altres alàudids.
És sedentària. A la població pròpia dels Països Catalans, s'han d'afegir els individus de l'Europa Central que hi venen a hivernar. Arriben el novembre i marxen a primers de març. El tipus d'alimentació depèn de l'època de l'any: a l'estiu s'alimenten, principalment, d'insectes i d'aràcnids, mentre que a l'hivern i a la tardor es reuneixen en bàndols per recollir llavors.
Nidifica de març a juny ponent 3 o 4 ous, que cova la femella durant 13-15 dies. Els novells reben els aliments durant 11-12 dies a través dels dos progenitors. Aquesta mateixa operació pot repetir-se fins a tres cops al llarg d'un any.